# NGC 2359
NGC 2359 je emisijska maglica u zviježđu Velikom psu. Poznata je još i pod imenom "Torova kaciga" ('eng: Thor's Helmet').

## Vanjske poveznice
- SEDS: NGC 2359